# Bogdan Uritescu
Bogdan Alexandru Uritescu (* 10. Oktober 1967 in Brăila, Kreis Brăila) ist ein rumänischer Schauspieler, Stuntman und Stunt Coordinator.

## Karriere
Uritescu debütierte ab Mitte der 1980er Jahre als Schauspieler. Ab den 2000er Jahren folgten Tätigkeiten als Stuntman und Stunt Coordinator. Er spielte in Low-Budget-Filmen wie Gargoyles – Flügel des Grauens oder Anaconda – Offspring und wirkte in Actionfilmen an der Seite von Jean-Claude Van Damme, Dolph Lundgren und Steven Seagal.

## Filmografie

### Schauspiel
- 1986: Al patrulea gard, langa debarcader
- 1989: Fara lumini de pozitie (Kurzfilm)
- 1990: Harababura
- 1991: Innebunesc si-mi pare rau
- 1992: Baum der Hoffnung (Balanta)
- 1994: Le travail du furet (Fernsehfilm)
- 1995: Die Kobolde sind los (Leapin' Leprechauns!)
- 1996: Spellbreaker: Secret of the Leprechauns
- 1999: Enemy of My Enemy
- 1999: Rollerblade Knights (Fernsehfilm)
- 2001: Popcorn Story (Kurzfilm)
- 2002: Der Stellvertreter (Amen.)
- 2002: Furia
- 2003: High Tension (Haute Tension)
- 2004: Gargoyles – Flügel des Grauens (Gargoyle)
- 2004: Milionari de weekend
- 2005: Dallas Pashamende
- 2005: The Marksman – Zielgenau (The Marksman)
- 2005: Schwert des Schicksals – Attilas blutiges Vermächtnis (Cerberus) (Fernsehfilm)
- 2006: The Detonator – Brennender Stahl (The Detonator)
- 2006: Second in Command
- 2006: The Half Life of Timofey Berezin
- 2006: Attack Force
- 2008: Anaconda – Offspring (Anaconda 3: The Offspring)
- 2008: Flu Bird Horror
- 2008: Vine politia! (Fernsehserie, Episode 1x08)
- 2010: Bunraku
- 2012: Last Bullet – Showdown der Auftragskiller (One in the Chamber)
- 2012: Six Bullets
- 2016: Geschwister (Siblings)
- 2019: Las Fierbinti (Fernsehserie, Episode 16x20)

### Stunts
- 2002: Taboo – Das Spiel zum Tod (Taboo)
- 2004: Platoon of Children
- 2004: Mein Name ist Modesty (My Name Is Modesty)
- 2004: Teo & Andi Show (Fernsehserie)
- 2005: Dallas Pashamende
- 2005: Baieti buni (Fernsehserie, 2 Episoden)
- 2005: The Marksman – Zielgenau (The Marksman)
- 2006: The Last Mission – Das Himmelfahrtskommando (The Last Drop)
- 2006: Second in Command
- 2006: Shadow Man – Kurier des Todes
- 2011: Gun of the Black Sun
- 2013: Dead in Tombstone
- 2014: A Good Man – Gegen alle Regeln (A Good Man)
- 2015: The Scorpion King 4 – Der verlorene Thron (The Scorpion King: The Lost Throne)
- 2016: Geschwister (Siblings)